# Schietpartij in het postkantoor van Edmond
De schietpartij in het postkantoor van Edmond was een schietpartij die plaatsvond in Edmond, Oklahoma, op 20 augustus 1986. In minder dan vijftien minuten achtervolgde de 44-jarige postbeambte Patrick Sherrill verschillende collega's en schoot ze neer, waarbij veertien doden en zes gewonden vielen, voordat hij zelfmoord pleegde. Het is per 2024 de dodelijkste schietpartij op het werk in de geschiedenis van de Verenigde Staten en de dodelijkste schietpartij door een enkele schutter in de staat Oklahoma.

## Achtergrond
Sherrill had als postbeambte vaak afwisselende routes die hij moest rijden, een positie die werd bepaald door zijn rang op een lijst. Omdat hij geen vaste route had, had hij niet dezelfde baanstabiliteit als andere USPS-medewerkers. De meningen over zijn werkprestaties lopen uiteen. Sommige rapporten zeggen dat hij een grillige, prikkelbare werker is; anderen beweren dat hij goed presteerde en lastiggevallen werd door het management. Op de middag van 19 augustus 1986 berispten supervisors Esser en Bland Sherrill voor zijn gedrag. Sherrill had twee keer gedreigd met wraak uit woede over zijn disciplinaire maatregelen.

## Schietpartij
Op 20 augustus 1986 bewapende Sherrill zich met een postzak die drie semiautomatische pistolen en munitie bevatte en kwam aan op zijn werkplek. Kort na 7.00 uur schoot hij Richard Esser Jr. dood, één van de twee supervisors die hem de vorige dag verbaal hadden gestraft. Sherrill zocht toen Bill Bland op, een andere supervisor die hem een berisping had gegeven. Bland had zich die ochtend echter verslapen en kwam een uur te laat op zijn werk aan, tegen die tijd waren de schietpartijen al voorbij. Toen Sherrill Bland niet vond, vermoordde hij collega Paul Michael Rockne en zocht nog meer collega's om te doden.
Op het moment van de aanval waren er ongeveer honderd werknemers in de fabriek. In totaal doodde Sherrill veertien mensen en verwondde zes anderen. De schietpartij eindigde nadat Sherrill zelfmoord pleegde door zichzelf in het voorhoofd te schieten toen de politie de faciliteit binnenkwam.